# 1-й гвардейский смешанный авиационный корпус
1-й гвардейский смешанный авиационный Владимир-Волынский корпус (1-й гв. сак) — соединение Военно-Воздушных сил (ВВС) Вооружённых Сил РККА, принимавшее участие в боевых действиях Великой Отечественной войны.

## Наименования корпуса
- 3-й смешанный авиационный корпус[1];
- 1-й гвардейский смешанный авиационный корпус[2];
- 1-й гвардейский смешанный авиационный Владимир-Волынский корпус[3];
- 2-й гвардейский штурмовой авиационный Владимир-Волынский корпус[4];
- 2-й гвардейский штурмовой авиационный Владимир-Волынский Краснознамённый корпус.

## Создание корпуса
1-й гвардейский смешанный авиационный корпус создан путём переименования из 3-го смешанного авиационного корпуса.

## Преобразование корпуса
В сентябре 1944 года 1-й гвардейский смешанный авиационный Владимир-Волынский корпус переименован во 2-й гвардейский штурмовой авиационный Владимир-Волынский корпус.

## В действующей армии
- С 24 августа 1943 года по 26 декабря 1943 года, всего 125 дней[5];
- С 22 мая 1944 года по 28 сентября 1944 года, всего 130 дней[5];

Итого: 255 дней.

## Командиры корпуса
- Генерал-майор авиации, Генерал-лейтенант авиации[6] Аладинский Владимир Иванович с 24 августа 1943 года по 29 июня 1944 г.[7].
- Генерал-лейтенант авиации Златоцветов (Гольдфарб) Аврам Ефимович с 30 июня 1944 года по 26 августа 1944 года[8].
- Генерал-майор авиации Слюсарев Сидор Васильевич с 27 августа 1944 года по 28 сентября 1944 года[9].

## Начальник штаба корпуса
- гвардии полковник Назаров Михаил Максимович

## В составе объединений
| Объединение                                  | Период                  |
| -------------------------------------------- | ----------------------- |
| 17-я воздушная армия Юго-Западного фронта    | 24.08.1943 — 20.10.1943 |
| 17-я воздушная армия 3-го Украинского фронта | 20.10.1943 — 26.12.1943 |
| Резерв Верховного Главного Командования      | 26.12.1943 — 22.05.1944 |
| 17-я воздушная армия 3-го Украинского фронта | 22.05.1944 — 08.07.1944 |
| 2-я воздушная армия 1-го Украинского фронта  | 08.07.1944 — 16.07.1944 |
| 8-я воздушная армия 1-го Украинского фронта  | 16.07.1944 — 30.08.1944 |
| 2-я воздушная армия 1-го Украинского фронта  | 30.08.1944 — 28.09.1944 |

## Соединения, части и отдельные подразделения корпуса

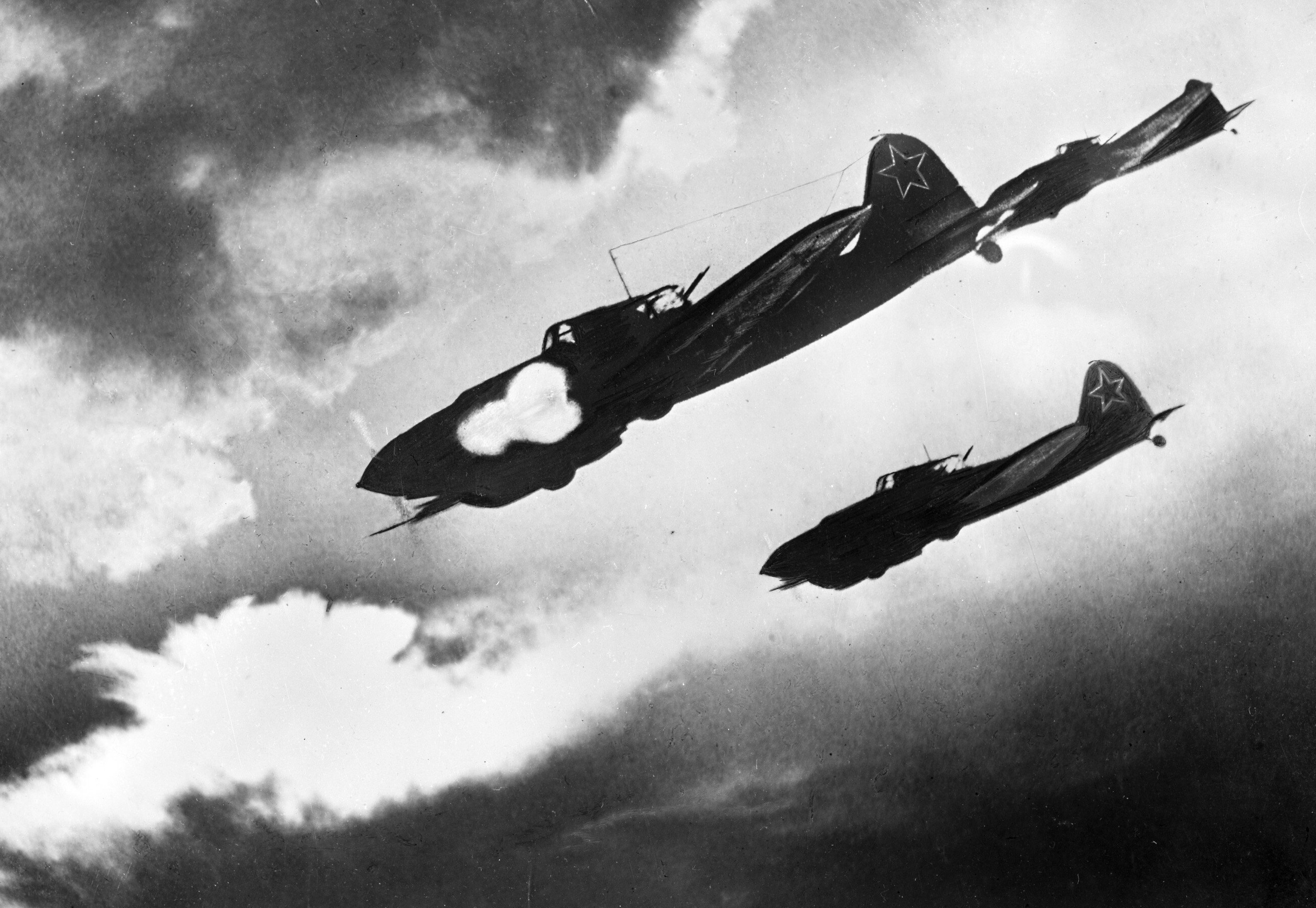
Штурмовик Ил-2 атакует

- 5-я гвардейская штурмовая авиационная Запорожская Краснознамённая дивизия[10][11]
  - 93-й гвардейский штурмовой авиационный Рава-Русский полк
  - 94-й гвардейский штурмовой авиационный Владимир-Волынский полк
  - 95-й гвардейский штурмовой авиационный Рава-Русский полк: командир - гвардии подполковник Федотов, Пётр Федотович (- июль 1944 года - до конца войны); начальник штаба - гвардии майор Тарасов, Борис Иванович (август 1944 года)[12]
- 6-я гвардейская штурмовая авиационная Запорожская ордена Богдана Хмельницкого дивизия[10][11]
  - 108-й гвардейский штурмовой авиационный Рава-Русский полк
  - 109-й гвардейский штурмовой авиационный Владимир-Волынский полк
  - 110-й гвардейский штурмовой авиационный Висленский полк
- 11-я гвардейская истребительная авиационная Днепропетровская Краснознамённая дивизия[10][11]
  - 5-й гвардейский истребительный авиационный полк
  - 106-й гвардейский Висленский истребительный авиационный полк
  - 107-й гвардейский истребительный авиационный полк
- 2-я гвардейская отдельная авиационная эскадрилья связи[5]
- 20-я гвардейская отдельная рота связи[5]
- 32-й отдельный взвод аэрофотослужбы[5]
- 88-й отдельный взвод земного обеспечения самолётовождения[5]
- 1804-я военно-почтовая станция[5]

## Боевой путь корпуса
8 июля 1944 года корпус вливается в состав 8-й воздушной армии.
Для тылового обеспечения частей армии выделялось четыре района аэродромного базирования (10, 23, 30 и 33-й) с 25 батальонами аэродромного обслуживания, инженерно-аэродромными, автотранспортными батальонами, головными авиационными складами, другими тыловыми частями и ремонтными органами.
В июле 1944 г. во время Львовско-Сандомирской операции, корпус поддерживает действия 3 гв. Армии и КМГ В. К. Баранова, которые прорывали тактическую глубину обороны противника.

## Участие в операциях и битвах
- Донбасская операция с 24 августа 1943 года по 22 сентября 1943 года.
- Нижнеднепровская стратегическая наступательная операция
  - Запорожская операция с 10 октября 1943 года по 14 октября 1944 года.
  - Днепропетровская операция с 23 октября 1943 года по 5 ноября 1943 года.
- Львовско-Сандомирская операция с 13 июля 1944 года по 3 августа 1944 года.

## Почётные наименования

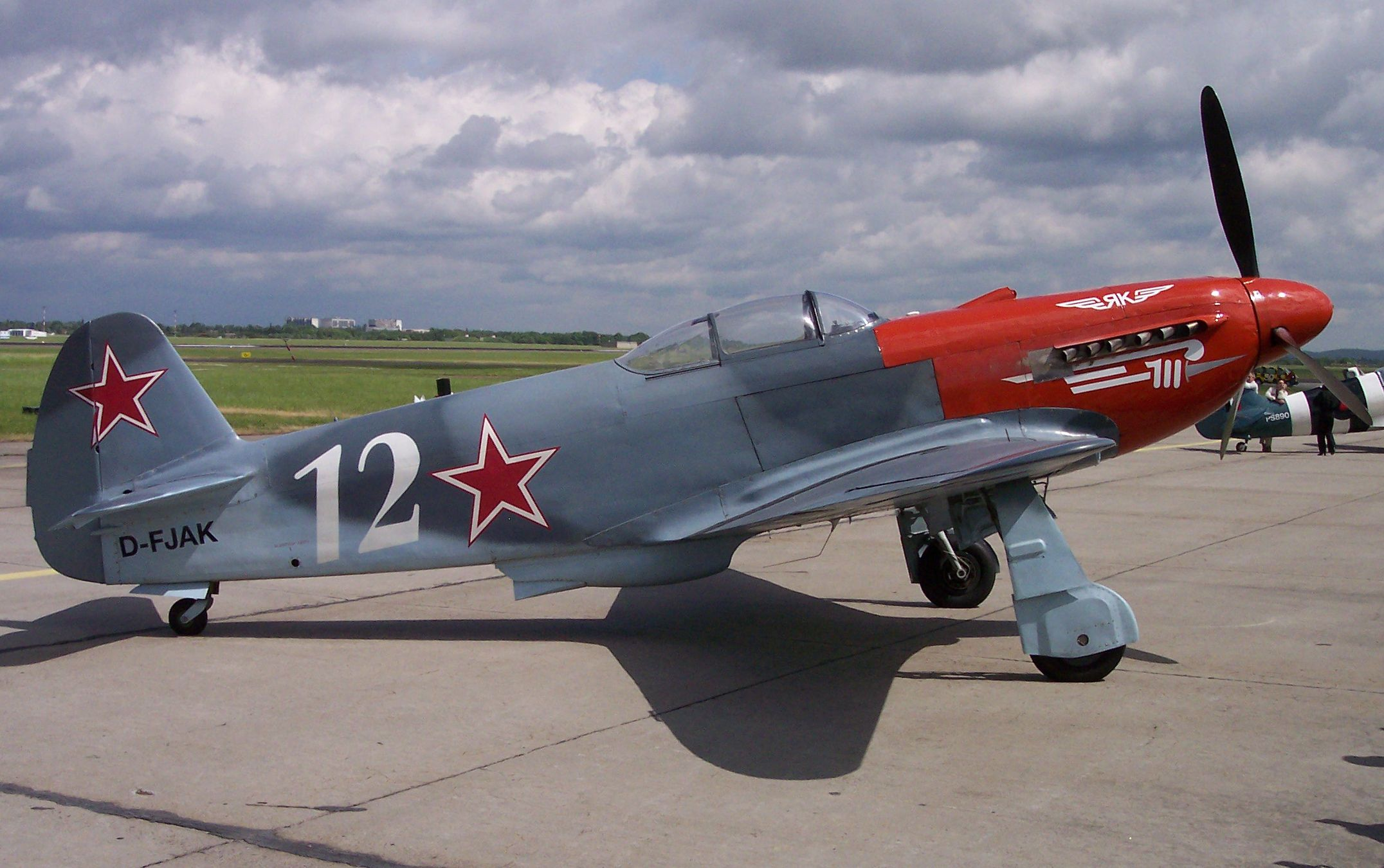
Истребитель Як-3 11-й гв. иад

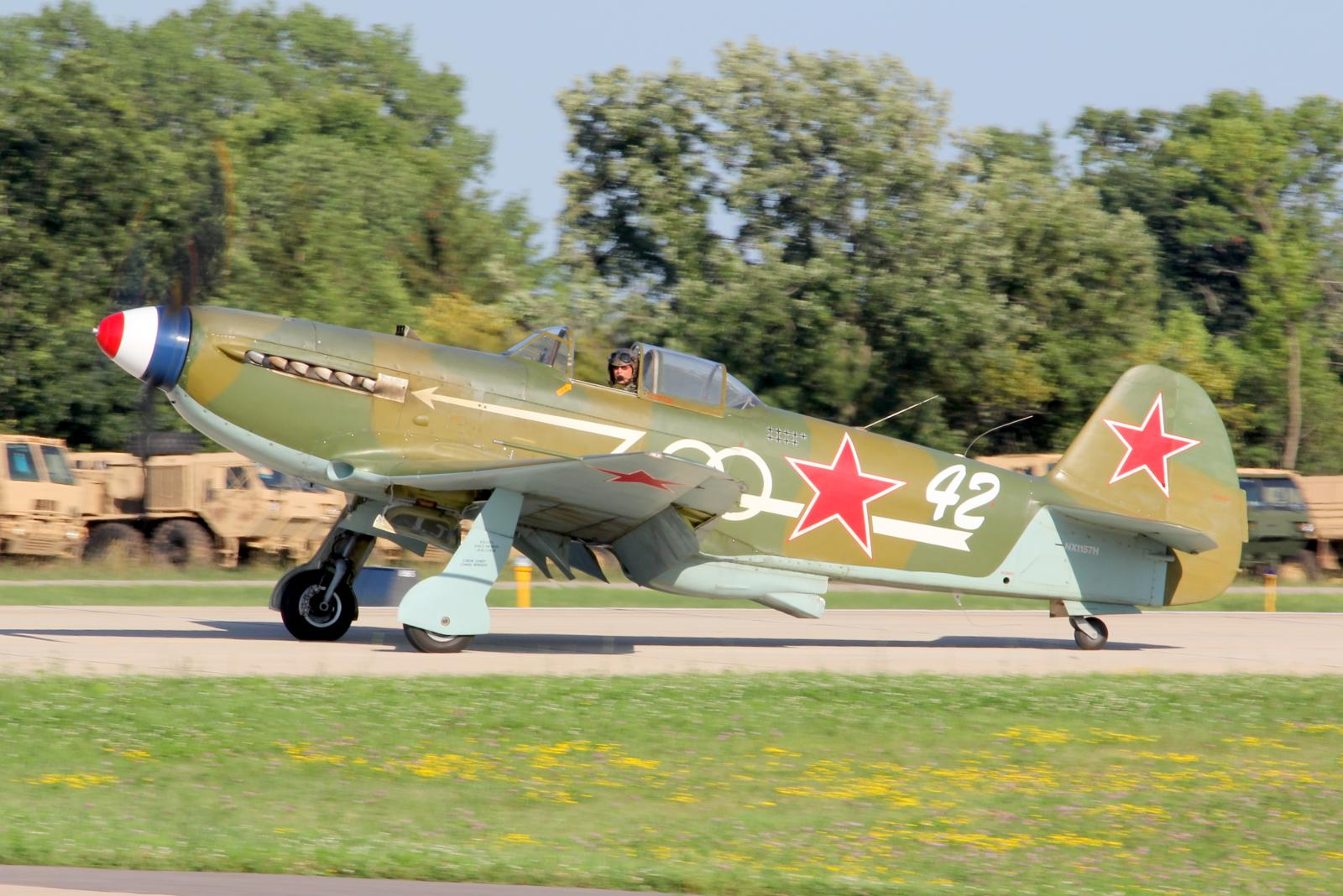
Як-9 из состава 11-й гв. иад

- 1-му гвардейскому штурмовому авиационному корпусу присвоено почётное наименование «Владимир-Волынский»[13]
- 6-й гвардейской штурмовой авиационной дивизии присвоено почётное наименование «Запорожская»[14]
- 11-й гвардейской истребительной авиационной дивизии присвоено почётное наименование «Днепропетровская»[15]
- 93-му гвардейскому штурмовому авиационному полку присвоено почётное наименование «Рава-Русский»[13]
- 94-му гвардейскому штурмовому авиационному полку присвоено почётное наименование «Владимир-Волынский»[13]
- 95-му гвардейскому штурмовому авиационному полку присвоено почётное наименование «Рава-Русский»[13]
- 106-му гвардейскому истребительному авиационному полку > присвоено почётное наименование «Висленский»[16]
- 108-му гвардейскому штурмовому авиационному полку присвоено почётное наименование «Рава-Русский»[13]
- 109-му гвардейскому штурмовому авиационному полку присвоено почётное наименование «Владимир-Волынский»[13]
- 110-му гвардейскому штурмовому авиационному полку присвоено почётное наименование «Висленский»[16]

## Награды
- 6-я гвардейская Запорожская штурмовая авиационная дивизия Указом Президиума Верховного Совета СССР награждена орденом «Богдана Хмельницкого I степени»[17].
- 6-я гвардейская Запорожская штурмовая авиационная дивизия Указом Президиума Верховного Совета СССР награждена орденом «Боевого Красного Знамени»[17].
- 6-я гвардейская Запорожская Краснознамённая штурмовая авиационная дивизия Указом Президиума Верховного Совета СССР награждена орденом Суворова II степени[17].